# Сто тысяч евро
100 000 евро (Большой Фил, англ. Big Phil) — одна из крупнейших золотых монет в мире, посвящённая Венской филармонии. Выпуск данной монеты приурочен к 15-летию серии монет, посвящённых филармонии.
Монета изготовлена на Австрийском монетном дворе в октябре 2004 года. Содержит 1000 унций золота 999,9 пробы (31 103,5 г), имеет диаметр 37 см и толщину 20 мм. Презентация монеты для привлечения инвесторов состоялась перед Венским колесом обозрения, во время этого на само колесо проецировалось изображение монеты площадью 2000 м².
Тираж составил 15 штук, он мгновенно был распродан по цене 330 000 евро. Одна из монет выставлена в Музее денег национального банка Австрии, ещё одна монета выставлена в штаб-квартире фирмы «pro aurum» в Мюнхене. В 2022 году стоимость монеты составила €1,7 млн.
Дизайн монеты (как и всех монет серии «Филармоникер») разработал главный гравёр Австрийского монетного двора «Münze Österreich AG» Томас Песендорфер (нем. Thomas Pesendorfer).

## Описание
Аверс: Орган в золотом зале Венского музыкального союза.
Надписи:
- в верхней части монеты — «Republik Österreich» (с нем. — «Республика Австрия»);
- под изображением органа — «1000 UNZE GOLD 999.9» — указание веса, материала, из которого изготовлена монета и пробы;
- внизу — год выпуска и номинал монеты.

Реверс:
- вверху — надпись «Wiener Philharmoniker» (с нем. — «Венская филармония»);
- ниже — различные музыкальные инструменты, символизирующие симфонический оркестр[7].